# Ђуро Остојић
Ђуро Остојић (Бар, 17. фебруар 1976) је бивши црногорски кошаркаш. Играо је на позицији центра.

## Клупска каријера
Остојић је сениорски деби имао у дресу Морнара, а касније је играо и за Будућност и Ловћен. Године 2001. долази у Партизан где је стекао афирмацију и стигао до репрезентације. Након одласка из црно-белих играо је две године за шпански Бреоган, а потом и за Бешикташ, ПАОК, Гравлен а последње године каријере је одиграо у грчком Панелиниосу.

## Репрезентација
Са репрезентацијом Србије и Црне Горе наступао је на Европском првенству 2003. и на Олимпијским играма 2004.

## Трофеји
- Будућност:
  - Првенство СР Југославије (1): 1998/99.
  - Куп Југославије (1): 1997/98.
- Партизан:
  - Првенство СР Југославије (2): 2001/02, 2002/03.
  - Првенство Србије и Црне Горе (1): 2003/04.
  - Куп Југославије (1): 2001/02.